# Body Language
Body Language је девети студијски албум аустралијске певачице Кајли Миног. Објављена је 10. новембра 2003. под издавачком кућом Parlophone.

## Историја албума
Албум је подржан спектакуларним концертом названим Money Can't Buy одржаним 15. новембра 2003 у Лондону. На концерту Миног је извела седам нових песама уз неколико њених старих хитова. У јулу 2004 концерт је објављен на ДВД под називом Body Language Live који је садржио неуређену верзију концерта као и разне визуелне ефекте за изведбу песама "Slow" и "Chocolate", документарни филм о догађајима иза позорнице као и музички видео-спотови за сваки сингл с албума.
Аустралијске и јапанске верзије албуме садрже и бонус песму "Slo Motion". Јапан је такође добио другу додатну песму "You Make Me Feel". Кад је објављена 2004 северноамеричка верзије албума укључивала је и појачану снимку с видео-спотом песме "Slow" и "Can't Get You Out of My Head" са концерта Money Can't Buy као и две додатне песме "You Make Me Feel" и "Cruise Control". Албум је доспео у САД са продатих 171.000 примјерака.
Иако Body Language није успео постигнути успех на топ-листама и продају као његов претходник, доспео је на једно од првих пет места у много држава. Добио је два планине сертификације у Аустралији због продатих око 140.000 примјерака, и платинасти у Великој Британији са продатих преко 378.000 примјерака. Такође добио је златну у Швајцарској, Аустрији у Новом Зеланду, те је продато 50.000 албума примјерака у Француској и 177.000 примјерака у САД.

## Синглови
"Slow" објављен је у новембру 2003. Дебитовао је на првом месту на британској и аустралијској скали и доспео на прво место у Шпанији и Румунији. Такође доспео је између првих 10 места у Канади, Шпанији, Италији, Холандији, Новом Зеланду, Тајвану и Португалу у касној 2003 и раној 2004. Песма је номинована за награду Греми у категорији Best Dance Recording. Сингл је добио платинасту цертификацију у Аустралији.
"Red Blooded Woman" објављен је у фебруару 2004. На аустралској љествици доспео је на 4. место а на британској на 5. место. Пјесма је такође доспела на врх у Шпанији, Иркој и Италији.
"Chocolate" објављен је у јуну 2004. у јулу у Аустралији. Песма је доспјела на 14. место у Аустралији и 6. место у Великој Британији.

## Списак песама
| №   | Назив | Аутор(и) | Продуцент(и)             | Трајање |  |
| 1.  |       | Кајли Миног, Ден Кери, Емилијана Торини                                                                                           |                          | 3.15    |  |
| 2.  |       | Еш Томас, Алексис Струм, Мет Хеј                                                                                                  | Бејби Еш                 | 3.38    |  |
| 3.  |       | Реза Сафинија, Лиза Грин, Ниоми Меклин-Дејли, Хју Кларк, Пол Џорџ, Џерард Чарлс, Брајан П. Џорџ, Кертис Т. Бедо, Лусијен Џеј Џорџ | Рез, Џони Даглас         | 3.16    |  |
| 4.  |       | Куртис ел Калил, Дејвид Билинг | Кертис Мантроник, Даглас | 3.17    |  |
| 5.  |       | Миног, Томас, Карен Пул | Бејби Еш                 | 4.11    |  |
| 6.  |       | Даглас, Пул | Даглас                   | 4.21    |  |
| 7.  |       | Пул, Даглас | Даглас                   | 5.00    |  |
| 8.  |       | Калил, Билинг, Мим Греј | Мантроник, Даглас        | 3.31    |  |
| 9.  |       | Џејсон Пичони, Лиз Винстанли, Стефано Анселмети                                                                                   | Електрик Џеј             | 4.19    |  |
| 10. |       | Миног, Торини, Томас | Бејби Еш                 | 4.18    |  |
| 11. |       | Миног, Ричард Станард, Џулијан Галагер, Дејв Морган                                                                               | Станард, Галагер         | 4.26    |  |
| 12. |       | Кети Денис, Крис Брејд | Денис, Брејд             | 4.10    |  |

## Топ љествице
| Држава               | Највиша позиција |
| -------------------- | ---------------- |
| Аустралија ()        | 2                |
| Аустрија ()          | 23               |
| Белгија (Ultratop Фландрија) | 10               |
| Белгија (Ultratop Валонија)  | 33               |
| Данска ()            | 22               |
| Европа ()            | 9                |
| Финска ()            | 32               |
| Француска ()         | 31               |
| Немачка ()           | 11               |
| Ирска ()             | 19               |
| Јапан ()             | 43               |
| Норвешка ()          | 21               |
| [Нови Зеланд ()      | 23               |
| Пољска ()            | 39               |
| Португалија ()       | 14               |
| Шведска ()           | 20               |
| Швајцарска ()        | 8                |
| Велика Британија ()  | 6                |
| САД ()               | 42               |

## Продаја и сертификације
| Држава              | Сертификација | Продаја |
| ------------------- | ------------- | ------- |
| Аустралија ()       | 2× Платинаст  | 140.000 |
| Аустрија ()         | Златан        | 20.000  |
| Швајцарска ()       | Златан        | 20.000  |
| Велика Британија () | Платинаст     | 378.000 |
| САД                 | —             | 177.000 |